# Kamasutra (film)
Kamasutra (ang. Kama Sutra: A Tale Of Love) – indyjski film kostiumowy z 1996 roku w reżyserii Miry Nair. Akcja rozgrywa się w Indiach i opowiada historię kobiety, która ciało sprzedała królowi, a serce oddała jego rzeźbiarzowi. W filmie są odniesienia do Kamasutry, indyjskiej sztuki miłości zapisanej w książce i w rzeźbach Khajuraho.

## Fabuła
Maya wychowuje się na dworze z książęcą córką Tarą, jej mleczną siostrą. Dzieli z nią wszystkie dziecięce smutki i radości, ale wkrótce obie zaczynają odczuwać dzielącą je nierówność. Tara (Sarita Choudhury) wychowywana jest do władzy i bogactwa, Maya znosi po niej sari, ale przewyższa ją wdziękiem i umiejętnością uwodzenia w tańcu. Zazdrość o Mayę osiąga szczyt, gdy ta wzbudza zainteresowanie króla (Naveen Andrews), który przyjechał poślubić Tarę. Wściekła pluje jej w twarz upokarzając ją publicznie przy wszystkich. Maya mści się oddając się zauroczonemu nią królowi w noc jego ślubu z Tarą. Gdy Tara odjeżdża już na dwór swojego męża, Maya szepcze jej na pożegnanie: „Całe życie używałam twoich starych rzeczy, ale teraz coś, czego ja użyłam, jest twoim na zawsze”. Jej oddanie się królowi podgląda zakochany w niej od lat kaleki brat Tary książę Biki. Mimo tego pragnie ją poślubić. Gdy Maya odrzuca go, mówi wszystkim o jej „nocy poślubnej” z królem. Zhańbiona Maya zostaje wypędzona. Wędrując bezdomna spotyka rzeźbiarza Jai Kumara (Ramon Tikaram), który znajduje dla niej dom u Rasy Devi (Rekha), byłej kurtyzany, która uczy sztuki miłości przygotowując dziewczyny do małżeństwa lub do dawania płatnej rozkoszy. Maya znajduje oparcie w Rasie i wzbudza miłość Jaia. Łączy ich wyrastająca z namiętności czułość, która zaczyna przerażać Jaia. Bojąc się rosnącej zależności, odchodzi od Mayi. Wkrótce zaczyna tego żałować, szuka Mayi, ale ona porzucona w żalu zdecydowała się zostać kurtyzaną króla. Jai próbuje walczyć o jej serce z posiadającym jej ciało królem.

## Obsada
- Indira Varma – Maya
- Rekha – Rasa Devi
- Ramon Tikaram – Jai Kumar
- Sarita Choudhury – Tara, królowa
- Naveen Andrews – król Raj Singh
- Khalid Tyabji – Biki, brat Tary

## Motywy filmowe
- Motyw kobiety sprzedającej swoje ciało występuje też w innych indyjskich filmach m.in. w Umrao Jaan, Devdas, Piękna kurtyzana, Po cichu i w sekrecie, Iskry miłości, Podróż kobiety, Tańcz, dziecinko, tańcz!.
- Sceny zapasów można też zobaczyć w Mój kraj, Nigdy cię nie zapomnę czy w Rebeliant.
- Sceny z wątkiem lesbijskim występują rzadko w filmie indyjskim (np. Ogień).

## Nagrody i nominacje
- Independent Spirit Award – Declan Quinn za zdjęcia
- MFF w San Sebastián – Mira Nair za reżyserię (nominacja)